# کمیکال سوسایتی ریویوز
کمیکال سوسایتی ریویوز (به انگلیسی: Chemical Society Reviews)، یک مجله علمی با داوری همتا و به صورت دوهفته نامه است که توسط انجمن سلطنتی شیمی، برای بررسی مقالات در مورد موضوعات مورد علاقه فعلی در شیمی منتشر می‌شود. این ژورنال در سال ۲۰۱۸ از ضریب تأثیر ۴۰٫۴۴۳ برخوردار بوده‌است.